# 백석탄로
 백석탄로(Baekseoktan-ro)는 경상북도 청송군 안덕면 에서 청송군 부남면 대전교차로까지 이어지는 도로이다. 도로의 명칭은 청송 유네스코 세계지질공원의 지질유산인 백석탄에서 유래했다. 

## 주요 경유지
경상북도
- 청송군 (안덕면. 부남면)
- 청송 유네스코 세계지질공원 백석탄, 만안자암 단애

## 노선
| 이름          | 접속 노선              | 소재지        | 소재지        | 비고          |
| 대사로와 직결 | 대사로와 직결          | 대사로와 직결 | 대사로와 직결 | 대사로와 직결 |
| ------------- | ---------------------- | ------------- | ------------- | ------------- |
| (이름없음)    |                        | 청송군        | 안덕면        |               |
| 고와2교       |                        | 청송군        | 안덕면        |               |
| 솔고개        |                        | 청송군        | 안덕면        |               |
| 고와1교       |                        | 청송군        | 안덕면        |               |
| 지소교        |                        | 청송군        | 안덕면        |               |
| 만안삼거리    | 방호정로               | 청송군        | 안덕면        |               |
| 새마을교      |                        | 청송군        | 안덕면        |               |
| 노래교        |                        | 청송군        | 안덕면        |               |
| 대전 교차로   | 국도 제31호선 (청송로) | 청송군        | 부남면        |               |
| 대전로와 직결 |                        |               |               |               |

## 같이 보기
- 지방도 제930호선
- 청송 유네스코 세계지질공원 백석탄